# Industrias Mecánicas del Estado
Industrias Mecánicas del Estado (IME) fue una empresa estatal argentina.

## Historia
Creada en 1967 por el decreto-ley n.º 17 336 del presidente (de facto) Onganía del 10 de julio de 1967, DINFIA (Dirección Nacional de Fabricaciones e Investigaciones Aeronáuticas) pasó a depender del Ministerio de Defensa de la Nación y cambió su nombre a Industrias Mecánicas del Estado.
IME fue declara de interés nacional por el Congreso de la Nación, por medio de la Ley N.º 20 754, sancionada el 19 de septiembre y promulgada el 9 de octubre de 1974.
En 1980 el presidente de facto Videla disolvió IME. El poder ejecutivo estableció, por ley n.º 22 254 del 4 de julio de 1980: «Disuélvese y declárese en estado de liquidación a Industrias Mecánicas del Estado, Sociedad Anónima (IME S. A.)» (Ley N.º 22 254, Artículo 1.º).